# Brachionus satanicus
Brachionus satanicus är en hjuldjursart som beskrevs av Rousselet 1913. Brachionus satanicus ingår i släktet Brachionus och familjen Brachionidae. Inga underarter finns listade i Catalogue of Life.